# O duminică minunată
O duminică minunată este un film japonez din 1947, regizat de Akira Kurosawa.